# Birger Andersson (socialdemokrat)
Axel Gustav Birger Andersson, född 10 juni 1901 i Tidaholms församling, Skaraborgs län, död där 14 mars 1985, var en svensk redaktör och riksdagspolitiker (socialdemokrat). Andersson var ledamot av riksdagens första kammare från 1944 till 1970, invald i Skaraborgs läns valkrets.
Birger Andersson började arbeta på Vulcans tändsticksfabrik 1916. Han gick på Brunnsviks folkhögskola 1927–1928. År 1926 anställdes han som lokalredaktör på den då nystartade socialdemokratiska tidningen Skaraborgaren där han verkade som journalist till 1960.
Birger Andersson var ledamot i stadsfullmäktige i Tidaholms stad i 43 år varav ordförande i 29 år sedan 1945. Han var landstingsman Skaraborgs läns landsting under 24 år, mellan 1947 och 1970. Han var ordförande i styrelsen för Svenska penninglotteriet.
Han var sedan 1940 gift med Karin Sahlström, född 1911, med vilken han hade en son.